# István Osztrics
István Osztrics (Budapest, 25 dicembre 1949) è un ex schermidore ungherese, vincitore di una medaglia d'oro nella scherma ai giochi olimpici.